# Cezar Honorowy
Cezar Honorowy (fr. César d'honneur) – nagroda za całokształt twórczości przyznawana od 1976 r. w czasie ceremonii wręczenia Cezarów. Laureatów tego zaszczytnego wyróżnienia wyłaniają członkowie Francuskiej Akademii Sztuki i Techniki Filmowej.
Francuzi stanowią większość laureatów nagrody. Na drugim miejscu są Amerykanie. Jedynym Polakiem wyróżnionym Cezarem Honorowym jest Andrzej Wajda, który otrzymał go w 1982.

## Laureaci
| Rok  | Laureat                                          | Zawód                                               | Kraj pochodzenia  | Wręczający nagrodę                     |
| ---- | ------------------------------------------------ | --------------------------------------------------- | ----------------- | -------------------------------------- |
| 1976 | Ingrid Bergman                                   | aktorka                                             | Szwecja           | Jean-Claude Brialy                     |
| 1976 | Diana Ross                                       | aktorka i piosenkarka                               | Stany Zjednoczone | Jean-Claude Brialy                     |
| 1977 | Henri Langlois (nagroda przyznana pośmiertnie)   | archiwista i współzałożyciel Cinémathèque française | Francja           |                                        |
| 1977 | Jacques Tati                                     | aktor i reżyser                                     | Francja           |                                        |
| 1978 | Robert Dorfmann                                  | producent                                           | Francja           | Robert Enrico                          |
| 1978 | René Goscinny (nagroda przyznana pośmiertnie)    | reżyser, producent i scenarzysta                    | Francja           | Pierre Tchernia                        |
| 1979 | Marcel Carné                                     | reżyser i scenarzysta                               | Francja           | Jean-Philippe Lecat                    |
| 1979 | Walt Disney (nagroda przyznana pośmiertnie)      | reżyser, scenarzysta i producent                    | Stany Zjednoczone | Richard Kiel i Chantal Goya            |
| 1979 | Charles Vanel                                    | aktor i reżyser                                     | Francja           | Peter Ustinov                          |
| 1980 | Pierre Braunberger                               | producent, reżyser i aktor                          | Francja           | Claude Lelouch i Annie Girardot        |
| 1980 | Louis de Funès                                   | aktor                                               | Francja           | Jerry Lewis                            |
| 1980 | Kirk Douglas                                     | aktor, reżyser i producent                          | Stany Zjednoczone | Jean-Philippe Lecat                    |
| 1981 | Marcel Pagnol (nagroda przyznana pośmiertnie)    | reżyser i scenarzysta                               | Francja           |                                        |
| 1981 | Alain Resnais                                    | reżyser i scenarzysta                               | Francja           | Yves Montand                           |
| 1982 | Georges Dancigers                                | producent                                           | /                 | Jean Rochefort                         |
| 1982 | Alexandre Mnouchkine                             | producent                                           | /                 | Jean Rochefort                         |
| 1982 | Jean Nény                                        | dźwiękowiec                                         | Francja           |                                        |
| 1982 | Andrzej Wajda                                    | reżyser i scenarzysta                               | Polska            | Jack Lang                              |
| 1983 | Raimu (nagroda przyznana pośmiertnie)            | aktor                                               | Francja           | César                                  |
| 1984 | René Clément                                     | reżyser i scenarzysta                               | Francja           | Charles Bronson                        |
| 1984 | Georges de Beauregard                            | producent                                           | Francja           | Pierre Schoendoerffer                  |
| 1984 | Edwige Feuillère                                 | aktorka i scenarzystka                              | Francja           | Jean Marais                            |
| 1985 | Christian-Jaque                                  | reżyser i scenarzysta                               | Francja           | Gina Lollobrigida                      |
| 1985 | Danielle Darrieux                                | aktorka                                             | Francja           | Jean-Claude Brialy                     |
| 1985 | Christine Gouze-Rénal                            | producentka i aktorka                               | Francja           | Kirk Douglas                           |
| 1985 | Alain Poiré                                      | producent i scenarzysta                             | Francja           | Raymond Devos                          |
| 1986 | Bette Davis                                      | aktorka i producentka                               | Stany Zjednoczone | Olivia de Havilland i jej córka Gisèle |
| 1986 | Jean Delannoy                                    | reżyser, scenarzysta i producent                    | Francja           | Michèle Morgan                         |
| 1986 | René Ferracci (nagroda przyznana pośmiertnie)    | projektantka plakatów i scenografka                 | Francja           | Karen Cheryl i César                   |
| 1986 | Maurice Jarre                                    | kompozytor                                          | Francja           | Maurice Béjart                         |
| 1986 | Claude Lanzmann                                  | reżyser filmu dokumentalnego Shoah                  | Francja           | Roger Hanin                            |
| 1987 | Jean-Luc Godard                                  | reżyser, scenarzysta i aktor                        | /                 | Isabelle Huppert                       |
| 1988 | Serge Silberman                                  | producent i scenarzysta                             | /                 | Jeanne Moreau i Jean-Claude Carrière   |
| 1989 | Bernard Blier                                    | aktor                                               | Francja           | Michel Serrault                        |
| 1989 | Paul Grimault                                    | reżyser, scenarzysta i aktor                        | Francja           | Pierre Tchernia                        |
| 1990 | Gérard Philipe (nagroda przyznana pośmiertnie)   | aktor                                               | Francja           | Georges Wilson                         |
| 1991 | Jean-Pierre Aumont                               | aktor i scenarzysta                                 | Francja           | Nathalie Baye                          |
| 1991 | Sophia Loren                                     | aktorka                                             | Włochy            | Jean-Loup Dabadie                      |
| 1992 | César Baldaccini                                 | rzeźbiarz, autor statuetki Cezara                   | Francja           | Frédéric Mitterrand                    |
| 1992 | Michèle Morgan                                   | aktorka                                             | Francja           | Jean-Loup Dabadie                      |
| 1992 | Sylvester Stallone                               | aktor, scenarzysta, reżyser i producent             | Stany Zjednoczone | Roman Polański                         |
| 1993 | Jean Marais                                      | aktor                                               | Francja           | Michèle Morgan                         |
| 1993 | Marcello Mastroianni                             | aktor                                               | Włochy            | Daniel Toscan du Plantier              |
| 1993 | Gérard Oury                                      | reżyser, scenarzysta i aktor                        | Francja           | Daniel Toscan du Plantier              |
| 1994 | Jean Carmet                                      | aktor i scenarzysta                                 | Francja           | Gérard Depardieu                       |
| 1995 | Jeanne Moreau                                    | aktorka, reżyserka i piosenkarka                    | Francja           | Charlotte Gainsbourg                   |
| 1995 | Gregory Peck                                     | aktor i producent                                   | Stany Zjednoczone | Alain Delon                            |
| 1995 | Steven Spielberg                                 | reżyser, producent i scenarzysta                    | Stany Zjednoczone | Claude Lelouch                         |
| 1996 | Lauren Bacall                                    | aktorka                                             | Stany Zjednoczone | Alain Delon                            |
| 1996 | Henri Verneuil                                   | reżyser, scenarzysta, aktor i producent             | Francja           | Claudia Cardinale                      |
| 1997 | Charles Aznavour                                 | aktor, kompozytor, piosenkarz i scenarzysta         | Francja           | Michel Serrault                        |
| 1997 | Andie MacDowell                                  | aktorka                                             | Stany Zjednoczone | Christopher Lambert                    |
| 1998 | Michael Douglas                                  | aktor i producent                                   | Stany Zjednoczone | Charlotte Rampling                     |
| 1998 | Clint Eastwood                                   | aktor, reżyser, producent i kompozytor              | Stany Zjednoczone | Jean-Luc Godard                        |
| 1998 | Jean-Luc Godard (nagroda przyznana po raz drugi) | reżyser, scenarzysta i aktor                        | /                 | Johnny Hallyday                        |
| 1999 | Pedro Almodóvar                                  | reżyser, scenarzysta, aktor i producent             | Hiszpania         | Bernadette Lafont i Rossy de Palma     |
| 1999 | Johnny Depp                                      | aktor i producent                                   | Stany Zjednoczone | Pascal Greggory i Roman Polański       |
| 1999 | Jean Rochefort                                   | aktor                                               | Francja           | Sandrine Kiberlain                     |
| 2000 | Josiane Balasko                                  | aktorka, scenarzystka, reżyserka i producentka      | Francja           | Claude Berri                           |
| 2000 | Georges Cravenne                                 | dziennikarz, producent i założyciel nagrody Cezar   | Francja           | Alain Delon i Pierre Lescure           |
| 2000 | Jean-Pierre Léaud                                | aktor                                               | Francja           | Nathalie Baye                          |
| 2000 | Martin Scorsese                                  | reżyser, producent, scenarzysta i aktor             | Stany Zjednoczone | Catherine Deneuve                      |
| 2001 | Darry Cowl                                       | aktor, kompozytor, scenarzysta i reżyser            | Francja           | Jean-Claude Brialy                     |
| 2001 | Charlotte Rampling                               | aktorka                                             | Wielka Brytania   | Patrice Chéreau                        |
| 2001 | Agnès Varda                                      | reżyserka i scenarzystka                            | Belgia            | Jane Birkin i Mathieu Demy             |
| 2002 | Anouk Aimée                                      | aktorka                                             | Francja           | Claude Lelouch                         |
| 2002 | Jeremy Irons                                     | aktor                                               | Wielka Brytania   | Fanny Ardant                           |
| 2002 | Claude Rich                                      | aktor i scenarzysta                                 | Francja           | Jean Rochefort                         |
| 2003 | Bernadette Lafont                                | aktorka i reżyserka                                 | Francja           | Bulle Ogier                            |
| 2003 | Spike Lee                                        | reżyser, producent, scenarzysta i aktor             | Stany Zjednoczone | Costa-Gavras                           |
| 2003 | Meryl Streep                                     | aktorka                                             | Stany Zjednoczone | Nathalie Baye                          |
| 2004 | Micheline Presle                                 | aktorka                                             | Francja           | Fabrice Luchini                        |
| 2005 | Jacques Dutronc                                  | aktor, piosenkarz i kompozytor                      | Francja           | Sandrine Bonnaire                      |
| 2005 | Will Smith                                       | aktor, producent, piosenkarz i kompozytor           | Stany Zjednoczone | Monica Bellucci                        |
| 2006 | Hugh Grant                                       | aktor                                               | Wielka Brytania   | Carole Bouquet                         |
| 2006 | Pierre Richard                                   | aktor i reżyser                                     | Francja           | Clovis Cornillac                       |
| 2007 | Marlène Jobert                                   | aktorka                                             | Francja           | Claude Brasseur                        |
| 2007 | Jude Law                                         | aktor, producent i reżyser                          | Wielka Brytania   | Juliette Binoche                       |
| 2008 | Roberto Benigni                                  | aktor i reżyser                                     | Włochy            | Fanny Ardant                           |
| 2008 | Jeanne Moreau (nagroda przyznana po raz drugi)   | aktorka                                             | Francja           | Melvil Poupaud                         |
| 2008 | Romy Schneider (nagroda przyznana pośmiertnie)   | aktorka                                             | /                 | Alain Delon                            |
| 2009 | Dustin Hoffman                                   | aktor                                               | Stany Zjednoczone | Emma Thompson                          |
| 2010 | Harrison Ford                                    | aktor                                               | Stany Zjednoczone | Sigourney Weaver                       |
| 2011 | Quentin Tarantino                                | reżyser, scenarzysta, aktor i producent wykonawczy  | Stany Zjednoczone | Diane Kruger i Christoph Waltz         |
| 2012 | Kate Winslet                                     | aktorka                                             | Wielka Brytania   | Michel Gondry                          |
| 2013 | Kevin Costner                                    | aktor, reżyser i producent                          | Stany Zjednoczone | Michel Hazanavicius                    |
| 2014 | Scarlett Johansson                               | aktorka                                             | Stany Zjednoczone | Quentin Tarantino                      |
| 2015 | Sean Penn                                        | aktor, reżyser, scenarzysta i producent             | Stany Zjednoczone | Marion Cotillard                       |
| 2016 | Michael Douglas (nagroda przyznana po raz drugi) | aktor i producent                                   | Stany Zjednoczone | Claude Lelouch                         |
| 2017 | George Clooney                                   | aktor, reżyser, scenarzysta i producent             | Stany Zjednoczone | Jean Dujardin                          |
| 2018 | Penélope Cruz                                    | aktorka                                             | Hiszpania         | Marion Cotillard, Pedro Almodóvar      |
| 2019 | Robert Redford                                   | aktor, reżyser, producent                           | Stany Zjednoczone | Kristin Scott Thomas                   |